# Renata Mathiesen-Jacobs
Renata Mathiesen-Jacobs (ur. w Poznaniu) – polska niepełnosprawna pływaczka, medalistka paraolimpijska.

## Życiorys
Miała niedowład nóg w wyniku przebycia choroby Heinego-Medina. Ukończyła studia na Akademii Ekonomicznej w Poznaniu.
Zawodniczka klubu Start Poznań, w którym była podopieczną trenera Jerzego Szmyta. Wzięła udział w Letnich Igrzyskach Paraolimpijskich 1976 w Toronto, gdzie wywalczyła cztery medale (startowała w zawodach kategorii 5). Indywidualnie zdobyła srebro w wyścigu na 100 m stylem dowolnym, srebro na dystansie 3 × 50 m stylem zmiennym i brąz na 100 m stylem klasycznym. Ponadto zajęła drugie miejsce w sztafecie 3 × 100 m stylem zmiennym open.
Osiadła na stałe w Kanadzie. Podczas igrzysk w Toronto poznała kanadyjskiego pływaka, z którym wzięła ślub w 1978 roku. Mieli dwójkę dzieci. W Ontario prowadziła firmę zajmującą się usługami księgowymi.